# Eucyclops borealis
Eucyclops borealis är en kräftdjursart som beskrevs av Ishida 200. Eucyclops borealis ingår i släktet Eucyclops och familjen Cyclopidae. Inga underarter finns listade i Catalogue of Life.